# Bob Ringwood
Bob Ringwood (* 1946 in London, England) ist ein britischer Kostümbildner, der insbesondere das Batman-Kostüm im gleichnamigen Film von Tim Burton aus dem Jahr 1989 entwarf.

## Leben
Ringwood wuchs in London auf. Er studierte an der Central School of Art bei dem Bühnenbildner Ralph Koltai. Nach dem Studium arbeitete er zunächst als Bühnenbildner mit einem Stipendium am Citizens Theatre in Glasgow sowie für das Chichester Festival Theatre. 1978 debütierte er als Kostümdesigner für den Fernsehfilm Das Korn ist grün von George Cukor, mit Audrey Hepburn in der Hauptrolle.
Für den Film Excalibur wurde er 1982 erstmals für den BAFTA Award nominiert. Auch für den ersten Batman-Film 1989 erhielt er eine BAFTA-Nominierung. Rückblickend beschrieb er den kreativen Prozess:

„Ich hatte von Anfang an entschieden, dass dieser Batman keinen blauen Slip tragen würde. Ich hasste die. Fledermäuse sind natürlich schwarz und nicht blau - und schwarz ist viel unheimlicher und sexy. Nach einem Gespräch mit Batman-Schöpfer Bob Kane fanden wir heraus, dass er sich Batman schon immer in schwarz vorgestellt hatte, aber es sehr schwierig war, eine Schwarz-auf-schwarz-Zeichnung für den Comic zu zeichnen. Deshalb hat er ihn blau gezeichnet, sodass er verschiedene Farbtöne für Effekte nutzen konnte. In seinen Augen war blau nur eine symbolische Version von schwarz. Unser schwarzes Kostüm war wirklich näher am ursprünglichen Konzept.“

Für seinen letzten Film Troja wurde Ringwood ein zweites Mal für den Oscar nominiert. Nach einem Schlaganfall 2007 zog er sich aus dem Filmgeschäft zurück, arbeitete 2016 aber noch für das English National Ballet.

## Filmografie

### Kostüme
- 1981: Excalibur
- 1984: Der Wüstenplanet (Dune)
- 1985: Santa Claus
- 1986: Solarfighters  (Solarbabies)
- 1987: Das stürmische Leben des Joe Orton (Prick Up Your Ears)
- 1987: Das Reich der Sonne (Empire of the Sun)
- 1989: Batman
- 1990: Chicago Joe und das Showgirl (Chicago Joe and the Showgirl)
- 1991: Amerikanische Freundinnen (American Friends)
- 1992: From Time to Time
- 1992: Alien 3  (Alien³)
- 1992: Batmans Rückkehr (Batman Returns)
- 1993: Demolition Man
- 1994: Shadow und der Fluch des Khan (The Shadow)
- 1995: Batman Forever
- 1997: Alien – Die Wiedergeburt (Alien: Resurrection)
- 2000: Supernova
- 2000: X-Men
- 2001: A.I. – Künstliche Intelligenz (Artificial Intelligence: AI)
- 2002: The Time Machine
- 2002: Star Trek: Nemesis
- 2004: Troja

### Bauten und Dekoration
- 1979: Liefde half om half
- 1982: Der Kontrakt des Zeichners (The Draughtsman's Contract)

## Auszeichnungen
Academy Award
- Oscarverleihung 1988: Nominierung für Das Reich der Sonne
- Oscarverleihung 2005: Nominierung für Troja

British Academy Film Award
- 1982: Nominierung für Excalibur
- 1989: Nominierung für Das Reich der Sonne
- 1990: Nominierung für Batman